# Schwende AI
| AI ist das Kürzel für den Kanton Appenzell Innerrhoden in der Schweiz. Es wird verwendet, um Verwechslungen mit anderen Einträgen des Namens Schwende zu vermeiden. |

Schwende ist eine Streusiedlung und ein ehemaliger Bezirk im Kanton Appenzell Innerrhoden. Der Sitz der Bezirksverwaltung war in Weissbad. Seit dem 1. Mai 2022 gehört Schwende zum neugebildeten Bezirk Schwende-Rüte.

## Name
Erstmals erwähnt findet sich der Name Swendi im 12. Jahrhundert. Er stammt vom althochdeutschen swenden, was «(einen Baum durch das Abschälen der Rinde) schwinden machen, (den Wald) zum Verschwinden bringen» bedeutet.

## Geographie
Der ehemalige Bezirk Schwende war der flächenmässig grösste Bezirk im Kanton. Er umfasste die Ortschaften Schwende und Wasserauen, Teile von Weissbad (südlich des Brüelbachs) und Appenzell (südöstlich der Sitter) sowie den Innerrhoder Teil des Säntisgebirges und des Alpsteins.
Das voralpine bis alpine Gelände zwischen 800 und 1100 Metern ist mit ganzjährig bewohnten landwirtschaftlichen Streusiedlungen überzogen, die höchstgelegenen Weideflächen erreichen Höhen (beim oberen Mesmer) bis 2200 Meter. Das Bezirksgebiet erstreckt sich vom Säntisgebirge nach Schwende, Weissbad, dem linken Sitterufer entlang bis ins Dorf Appenzell, von da am rechten Ufer des Chlosbaches entlang über das Hochmoor, Wasserschaffen und Scheidegg, Kronberg bis zur Säntisspitze. Es beinhaltet den grössten Teil des Alpsteins (689 ha) und ebenso der Waldfläche (1670 ha) des Kantons.
Richtung Sax verläuft der Sax-Schwende-Bruch.

## Geschichte

Luftbild aus 1500 m Höhe von Walter Mittelholzer von 1922

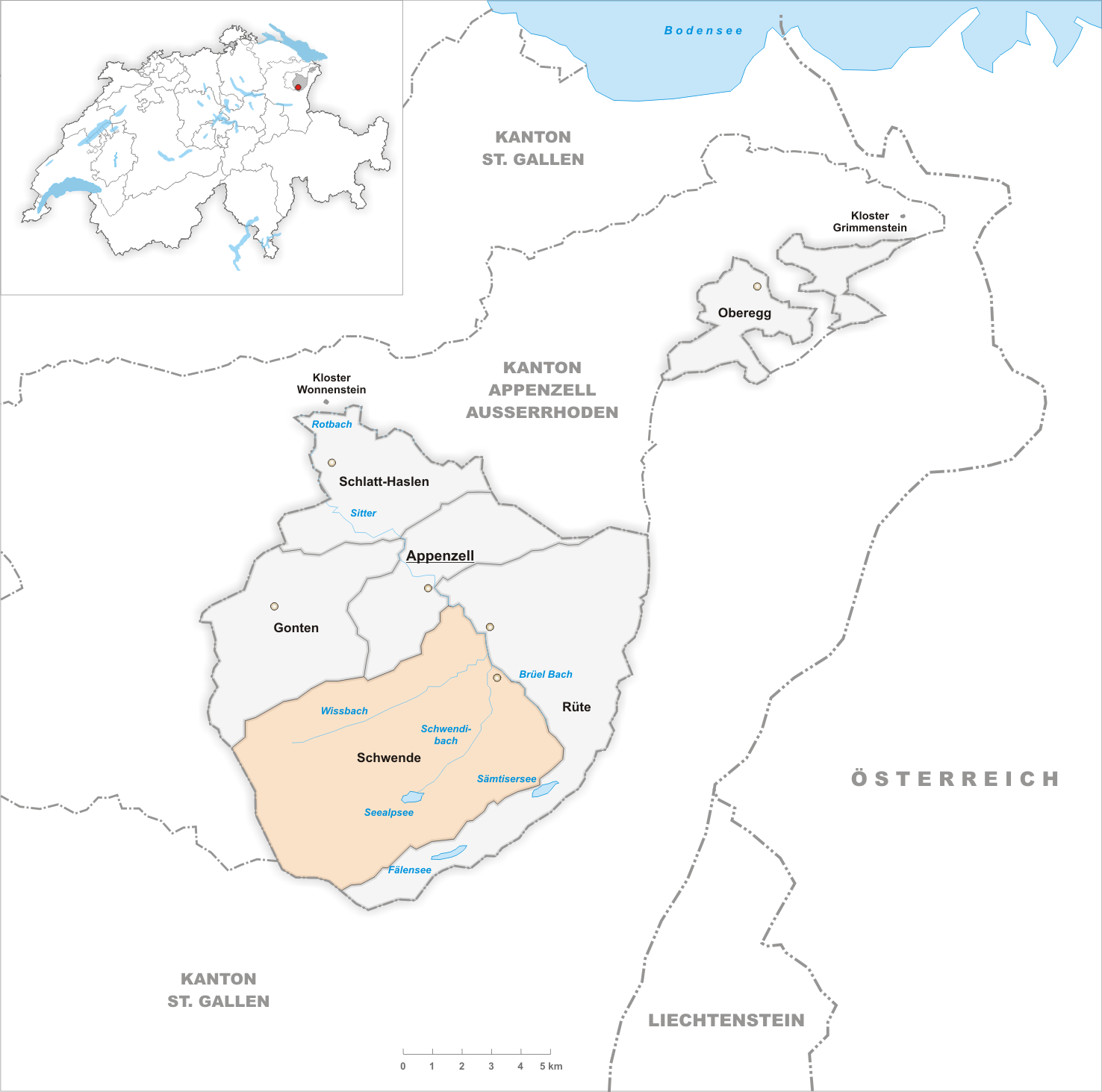
Bezirksstand vor der Fusion am 30. April 2022

Die in den Höhlen des Wildkirchli gefundenen Steinwerkzeuge aus Ölquarzit und Radiolarit weisen auf sommerliche Jagdausflüge der Neandertaler in höhere Lagen hin.
Die Rhode Schwendi war zwischen 1204 und 1220 zur Sicherung von Militär- und Steuerleistungen an die Fürstabtei St. Gallen entstanden. Der anfängliche Rhodsmeister wurde später durch an jährlichen Rhodsversammlungen gewählte Hauptleute und Räte ersetzt, welche die Rhoden in den Behörden des Alten Landes Appenzell und ab 1597 in denjenigen von Innerrhoden zu vertreten hatten.
Im Ort Schwende waren bis 1830 neben der Pfarrkirche noch Ruinen eines Turmes vorhanden, der vermutlich Sitz der Herren von Doppelstein, als Ministeriale des Abts von St. Gallen war. Die Schwendner sollen den Turm zerstört und damit die Appenzellerkriege ausgelöst haben.
Der Bezirk Schwende entstand mit der an der ausserordentlichen Landsgemeinde vom 24. November 1872 durch das Innerrhoder Stimmvolk gutgeheissenen Verfassung von 1872 aus der Rhode Schwendi, wobei die alten Grenzen beibehalten wurden. 2022 fusionierte Schwende mit Rüte zum neuen Bezirk Schwende-Rüte.
→ siehe auch Artikel Geschichte des Bezirks Appenzell (Ein Teil des Dorfs Appenzell lag auf Bezirksgebiet von Schwende.)

## Wirtschaft und Tourismus

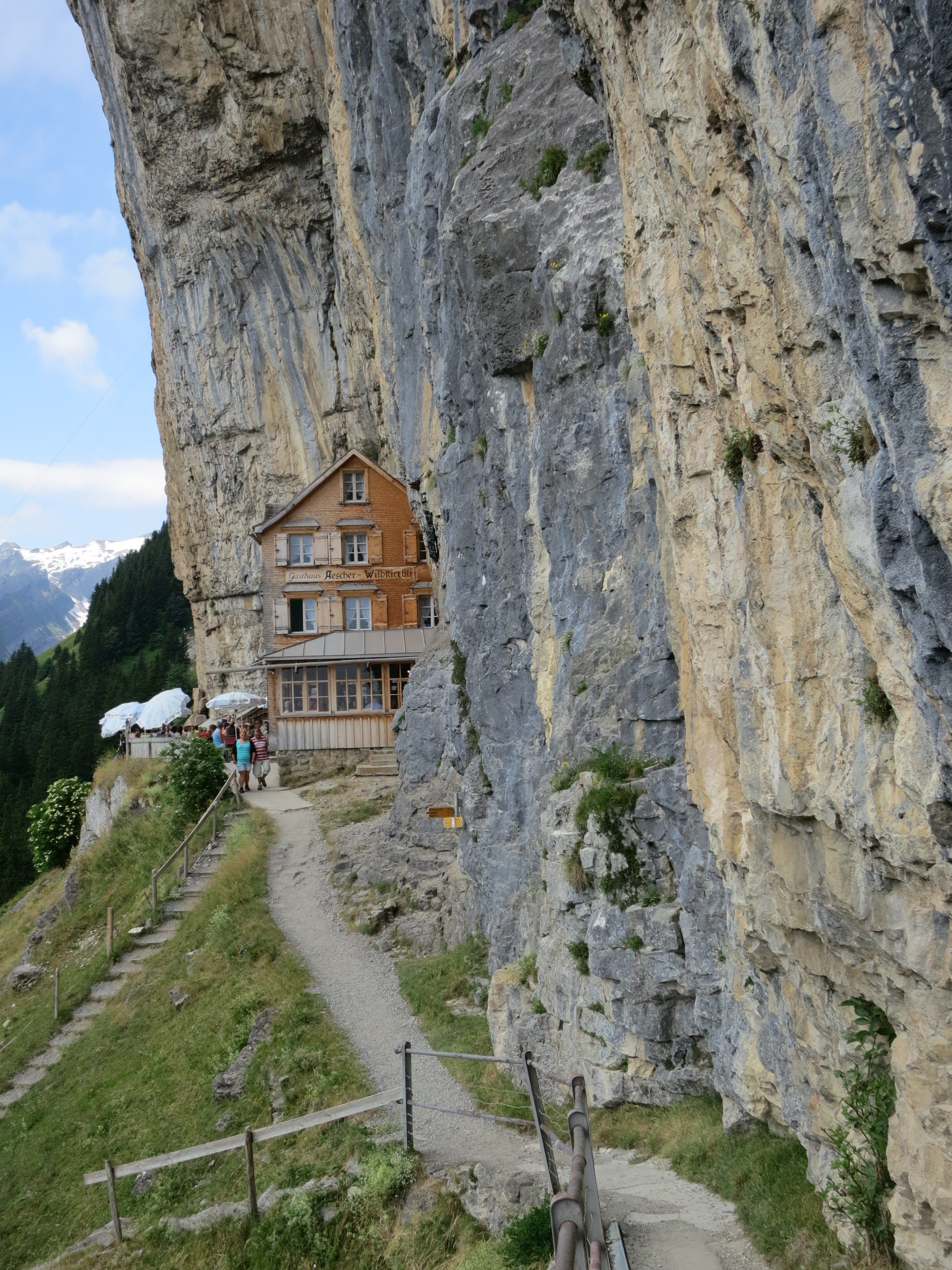
Gasthaus Aescher beim Wildkirchli

Haupterwerb war lange Zeit die Viehzucht. Bis weit ins 20. Jahrhundert war die Handstickerei ein Nebenerwerb der Bäuerinnen. Weissbad (Rietli) mit seinem seit 1740 existierenden Badetourismus wurde im 19. und frühen 20. Jahrhundert zum gehobenen Kurort.
Ab Mitte des 19. Jahrhunderts entwickelte sich der Tourismus mit Berggasthäusern, die zu den ältesten der Schweiz gehören (Gasthaus Aescher-Wildkirchli 1846, Berggasthaus Alter Säntis 1846) und einigen Gewerbeunternehmen. Dieser wurde durch die 1867–69 angelegte Strasse von Appenzell nach Wasserauen, die 1912 eröffnete Säntisbahn und seit 1955 durch die Luftseilbahn Wasserauen-Ebenalp begünstigt.
In letzter Zeit haben im Bereich Industrie, Gewerbe und Tourismus viele kleine Betriebe ein Geschäft eröffnet oder sich im Bezirk niedergelassen. Im Tourismus-, Wellness- und Gesundheitsbereich ist das Hotel Hof Weissbad seit 1994 erfolgreich und mit etwa 185 Mitarbeitern grösster Arbeitgeber des Bezirks. Die Landwirtschaft ist ein wichtiger Wirtschaftsfaktor mit (noch) 52 landwirtschaftlichen Betrieben.

## Bevölkerung
| Jahr      | 1801 | 1850 | 1900 | 1950 | 2000 | 2010 |
| Einwohner | 799  | 1101 | 1299 | 1410 | 1935 | 2147 |

## Persönlichkeiten
- Johannes Dörig (* um 1490 in Schwende; † 1526 in Hemberg) war ein katholischer Pfarrer und Reformator.

## Sehenswürdigkeiten
Bei Schwende befindet sich die 1937 erbaute Wallfahrtskapelle Unsere Liebe Frau im Ahorn mit einem Gnadenbild aus dem 17. Jahrhundert.
Unterhalb der Ebenalp befinden sich die prähistorischen Höhlen des Wildkirchlis und das Berggasthaus Aescher-Wildkirchli.